# Великий американский роман
«Великий американский роман» (англ. Great American Novel) — литературоведческое понятие, обозначающее канонический роман, который раскрывает суть американского национального характера.

## История понятия
В середине XIX века в американских интеллектуальных кругах сформировалось мнение о том, что американская литература может превзойти национальные литературы Европы. В связи с этим в 1868 году Джон Де Форест использовал в одном из своих эссе словосочетание «великий американский роман», говоря о масштабном произведении, которое покажет общую картину американского общества, «нарисует американскую душу». Он отметил, что скорее всего «великий американский роман» ещё не создан. Генри Джеймс в 1880 году упростил понятие, используя аббревиатуру GAN.
В последующие десятилетия понятие GAN обрело большую популярность в массовой культуре. Критики и литературоведы относились к нему как к наивной и несбыточной мечте эпохи реализма, но некоторые писатели (Эптон Синклер, Синклер Льюис, Курт Воннегут) пытались создать «великий американский роман». В 1970-х годах к этому понятию начали относиться более серьёзно, в эпоху Интернета оно обрело новую популярность. Клайд Брайон Дэвис и Филип Рот написали по роману о «великом американском романе» с таким же названием. Существуют схожие идеи «великой американской поэмы», «великой американской картины».
Многие литературоведы используют понятие GAN для обозначения ключевых произведений американской литературы. Единого мнения о составе этого условного списка нет.

## Книги, которые относят к «великому американскому роману»
- Джеймс Фенимор Купер. Последний из могикан;
- Натаниэль Готорн. Алая буква;
- Герман Мелвилл. Моби Дик;
- Гарриет Бичер-Стоу. Хижина дяди Тома;
- Луиза Мэй Олкотт. Маленькие женщины;
- Марк Твен. Приключения Гекльберри Финна;
- Стивен Крейн. Алый знак доблести;
- Фрэнсис Скотт Фицджеральд. Великий Гэтсби;
- Анита Лус. Джентльмены предпочитают блондинок;
- Уильям Фолкнер. Авессалом, Авессалом!;
- Джон Стейнбек. Гроздья гнева;
- Джером Дэвид Сэлинджер. Над пропастью во ржи;
- Ральф Эллисон. Человек-невидимка;
- Сол Беллоу. Приключения Оги Марча;
- Владимир Набоков. Лолита;
- Харпер Ли. Убить пересмешника;
- Томас Пинчон. Радуга земного тяготения;
- Кормак Маккарти. Кровавый меридиан;
- Тони Моррисон. Возлюбленная;
- Брет Истон Эллис. Американский психопат;
- Дэвид Фостер Уоллес. Бесконечная шутка;
- Дон Делилло. Изнанка мира;
- Джонатан Франзен. Свобода;
- Майкл Шейбон. Телеграф-авеню;
- Донна Тартт. Щегол.